# L'Assassin fantôme
Pour plus de détails, voir Fiche technique et Distribution.
L'Assassin fantôme (Viaje al vacío) est un giallo érotique italo-espagnol de Javier Setó et sorti en 1969. 

## Synopsis
Pour s'emparer des biens de son mari et en jouir avec son frère jumeau, une femme complote pour pousser son mari dans la folie.

## Fiche technique
- Titre français : L'Assassin fantôme ou Prends-moi[1]
- Titre original espagnol : Viaje al vacío[2]
- Titre italien : L'assassino fantasma ou Il vuoto intorno[3]
- Réalisation : Javier Setó
- Scénario : Gianfranco Clerici, Santiago Moncada, Javier Setó
- Photographie : Antonio Piazza
- Montage : Gaby Peñalba
- Musique : Franco Micalizzi
- Décors : Arrigo Equini (it)
- Costumes : Eladia Jara
- Maquillage : Adolfo Ponte
- Production : Diego Alchimede, Dino De Pascalis
- Sociétés de production : Leda Films Productions, Metor Film
- Pays de production :  Espagne -  Italie
- Durée : 91 minutes
- Genre : Giallo érotique
- Format : Couleur (Eastmancolor) - 1,66:1 - Son mono - 35 mm
- Dates de sortie : 
  - Italie : 6 juin 1969
  - Espagne : 3 novembre 1969
  - France : 27 novembre 1974

## Distribution
- Larry Ward (it) : Peter / John
- Teresa Gimpera : Denise
- Giacomo Rossi Stuart : Gert Muller
- Silvana Venturelli : Annie
- Fernando Sánchez Polack : commissaire
- Eugenio Navarro : Dr. Durán
- Javier Rivera : Dr. Hernández